# 千住宿

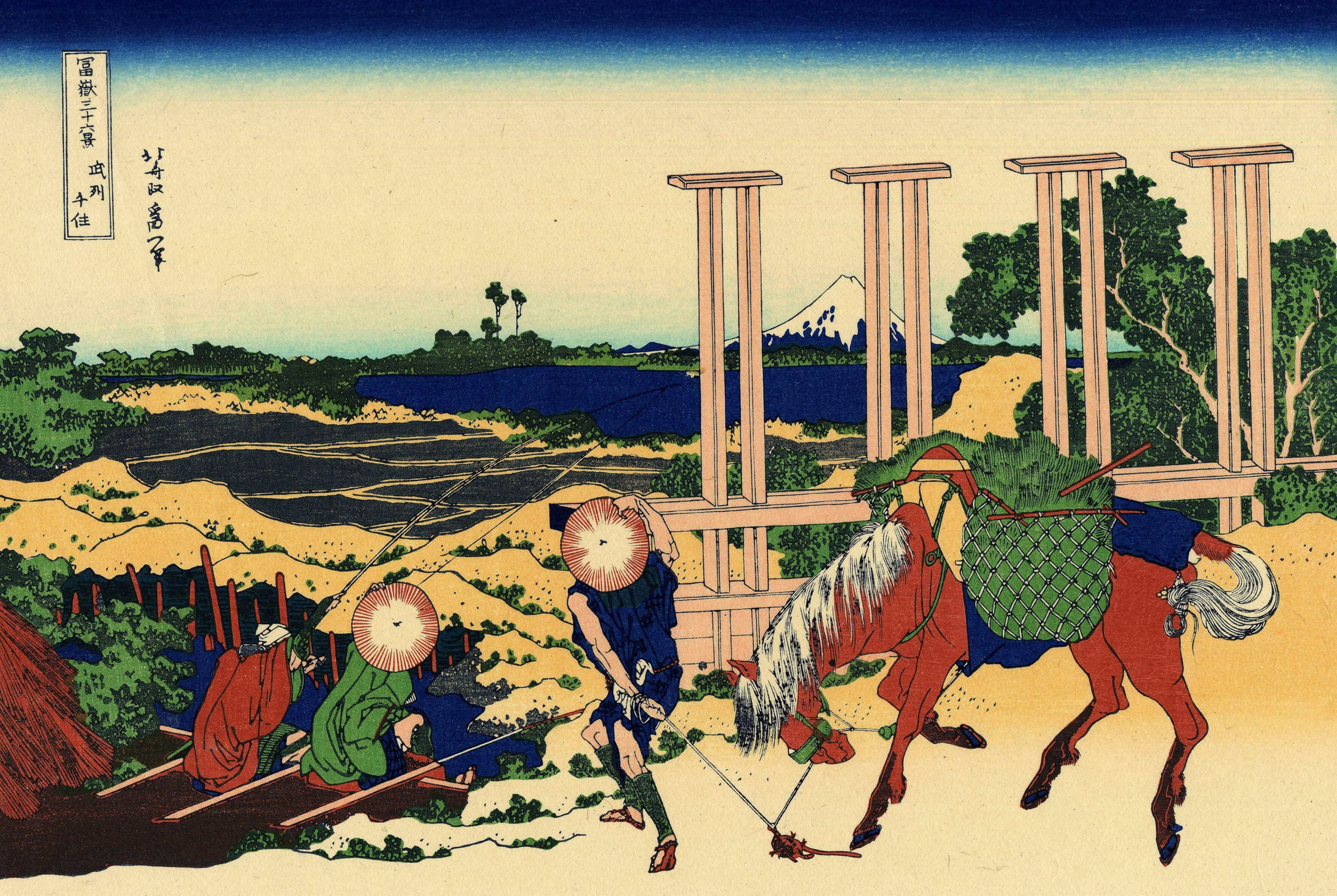
葛飾北齋「冨嶽三十六景 武州千住」

千住宿（日语：せんじゅしゅく、せんじゅじゅく）是日光街道及奧州街道自日本橋開始的第一個宿場町，也是江戶四宿之一，其範圍相當於現在東京都足立區千住一～五丁目、千住仲町、千住橋戶町、荒川區南千住。江戶時代的千住宿是物資交流的中繼地點，因此曾設有農產品市場。和其他江戶四宿類似，千住宿亦設有遊郭。